# Danh sách bàn thắng quốc tế của Hassan Maatouk

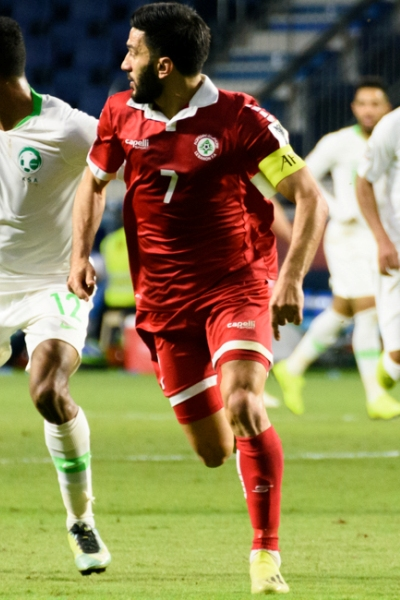
Hassan Maatouk trong trận gặp đội Ả Rập Xê Út năm 2019

Hassan Maatouk là một tiền đạo bóng đá thi đấu cho Đội tuyển bóng đá quốc gia Liban và hiện là cầu thủ khoác áo đội tuyển quốc gia này nhiều lần nhất. Kể từ khi ra mắt ở Liban vào năm 2006, tính đến tháng 6 năm 2021, Maatouk đã ghi được 21 bàn thắng sau 93 lần ra sân thi đấu quốc tế, đưa anh trở thành cầu thủ ghi bàn hàng đầu mọi thời đại của đất nước mìnhh. Anh đã vượt qua kỷ lục của Roda Antar bằng việc ghi quả phạt đền trước đội Sri Lanka trong vòng loại FIFA World Cup 2022 khu vực châu Á vào ngày 15 tháng 10 năm 2019. Anh ra mắt thi đấu cho Liban trong trận thắng 2–1 trước đội Ả Rập Xê Út vào ngày 27 Tháng 1 năm 2006. Bàn thắng quốc tế đầu tiên của anh được ghi sau năm năm kể từ lần ghi bàn thứ 20 của anh cho đất nước Liban trong trận đá với đội tuyển Bangladesh.
Maatouk đã ghi được hai hat-trick cho đội tuyển quốc gia của anh, ghi hai lần trong trận với Kuwait với kết quả hòa 2-2, thuộc vòng loại FIFA World Cup 2014, và hai bàn thắng trong trận đá với đội Thái Lan với chiến thắng 5-2 thuộc Vòng loại Cúp bóng đá châu Á 2015. Anh đã ghi nhiều bàn thắng vào lưới đội tuyển Bắc Triều Tiên và Thái Lan hơn bất kỳ đội nào khác, với tất cả ba bàn thắng vào lưới họ. Maatouk đã ghi được hơn một nửa số bàn thắng của anh tại sân nhà, với mười bàn tại Sân vận động Thể thao Thành phố Camille Chamoun, hai bàn thắng tại Sân vận động Quốc tế Saida và một bàn thắng tại Sân vận động Olympic Quốc tế Tripoli.
Hầu hết các bàn thắng của Maatouk được ghi trong các trận đấu vòng loại, với tám bàn thắng được ghi ở vòng loại FIFA World Cup, và tám bàn ở Vòng loại Cúp bóng đá châu Á, đưa đội tuyển của anh tới Cúp bóng đá châu Á 2019 với kết quả bất bại ở vòng loại với năm bàn sau sáu trận. Anh cũng đã ghi bốn bàn trong các trận giao hữu và một bàn ở Cúp bóng đá châu Á.

## Bàn thắng quốc tế
Kể từ trận đấu diễn ra vào ngày 15 tháng 10 năm 2019
Điểm số và kết quả liệt kê bàn thắng của Liban đầu tiên, cột điểm cho biết điểm sau mỗi bàn thắng của Maatouk.
| ‡ | Bàn thắng được ghi từ một cú đá phạt đền |

| Số | Ngày                 | Địa điểm                                                       | Đội tuyển đối thủ | Điểm  | Kết quả | Giải đấu                 | Ref.   |
| -- | -------------------- | -------------------------------------------------------------- | ----------------- | ----- | ------- | ------------------------ | ------ |
| 1  | 23 tháng 7 năm 2011  | Sân vận động Thành phố Thể thao Camille Chamoun, Beirut, Liban | Bangladesh        | 1–0   | 4–0     | Vòng loại World Cup 2014 | [ 6 ]  |
| 2  | 17 tháng 8 năm 2011  | Sân vận động Quốc tế Saida, Sidon, Liban                       | Syria             | 1–0 ‡ | 2–3     | Trận đấu giao hữu        | [ 10 ] |
| 3  | 9 tháng 10 năm 2011  | Sân vận động Thành phố Thể thao Camille Chamoun, Beirut, Liban | Kuwait            | 1–0 ‡ | 2–2     | Vòng loại World Cup 2014 | [ 7 ]  |
| 4  | 9 tháng 10 năm 2011  | Sân vận động Thành phố Thể thao Camille Chamoun, Beirut, Liban | Kuwait            | 2–1   | 2–2     | Vòng loại World Cup 2014 | [ 7 ]  |
| 5  | 29 tháng 2 năm 2012  | Sân vận động Al Nahyan, Abu Dhabi, UAE                         | UAE               | 2–2   | 2–4     | Vòng loại World Cup 2014 | [ 11 ] |
| 6  | 22 tháng 3 năm 2013  | Sân vận động Thành phố Thể thao Camille Chamoun, Beirut, Liban | Thái Lan          | 4–1   | 5–2     | Vòng loại Asian Cup 2015 | [ 12 ] |
| 7  | 6 tháng 4 năm 2013   | Sân vận động Thành phố Thể thao Camille Chamoun, Beirut, Liban | Hàn Quốc          | 1–0   | 1–1     | Vòng loại World Cup 2014 | [ 13 ] |
| 8  | 6 tháng 9 năm 2013   | Sân vận động Thành phố Thể thao Camille Chamoun, Beirut, Liban | Syria             | 1–0   | 2–0     | Trận đấu giao hữu        | [ 14 ] |
| 9  | 5 tháng 3 năm 2014   | Sân vận động Rajamangala, Bangkok, Thái Lan                    | Thái Lan          | 2–0   | 5–2     | Vòng loại Asian Cup 2015 | [ 8 ]  |
| 10 | 5 tháng 3 năm 2014   | Sân vận động Rajamangala, Bangkok, Thái Lan                    | Thái Lan          | 4–1   | 5–2     | Vòng loại Asian Cup 2015 | [ 8 ]  |
| 11 | 8 tháng 10 năm 2015  | Sân vận động Suphachalasai, Bangkok, Thái Lan                  | Myanmar           | 1–0   | 2–0     | Vòng loại World Cup 2018 | [ 15 ] |
| 12 | 15 tháng 10 năm 2015 | Sân vận động Quốc tế Saida, Sidon, Liban                       | Lào               | 5–0   | 7–0     | Vòng loại World Cup 2018 | [ 16 ] |
| 13 | 5 tháng 9 năm 2016   | Sân vận động Olympic Quốc tế, Tripoli, Liban                   | Afghanistan       | 2–0 ‡ | 2–0     | Trận đấu giao hữu        | [ 17 ] |
| 14 | 11 tháng 10 năm 2016 | Sân vận động Thành phố Thể thao Camille Chamoun, Beirut, Liban | Guinea Xích Đạo   | 1–1   | 1–1     | Trận đấu giao hữu        | [ 18 ] |
| 15 | 28 tháng 3 năm 2017  | Sân vận động Thành phố Thể thao Camille Chamoun, Beirut, Liban | Hồng Kông         | 2–0   | 2–0     | Vòng loại Asian Cup 2019 | [ 19 ] |
| 16 | 5 tháng 11 năm 2017  | Sân vận động Kim Nhật Thành, Bình Nhưỡng, Bắc Triều Tiên       | CHDCND Triều Tiên | 2–2   | 2–2     | Vòng loại Asian Cup 2019 | [ 20 ] |
| 17 | 10 tháng 10 năm 2017 | Sân vận động Thành phố Thể thao Camille Chamoun, Beirut, Liban | CHDCND Triều Tiên | 2–0   | 5–0     | Vòng loại Asian Cup 2019 | [ 21 ] |
| 18 | 14 tháng 11 năm 2017 | Sân vận động Hồng Kông, Loan Tể, Hồng Kông                     | Hồng Kông         | 1–0 ‡ | 1–0     | Vòng loại Asian Cup 2019 | [ 22 ] |
| 19 | 27 tháng 3 năm 2018  | Sân vận động Thành phố Thể thao Camille Chamoun, Beirut, Liban | Malaysia          | 1–0 ‡ | 2–1     | Vòng loại Asian Cup 2019 | [ 23 ] |
| 20 | 17 tháng 1 năm 218   | Sân vận động Sharjah, Sharjah, UAE                             | CHDCND Triều Tiên | 3–1 ‡ | 4–1     | AFC Asian Cup 2019       | [ 24 ] |
| 21 | 15 tháng 10 năm 2019 | Trường đua Colombo, Colombo, Sri Lanka                         | Sri Lanka         | 1–0 ‡ | 3–0     | Vòng loại World Cup 2022 | [ 4 ]  |

## Thống kê
Tính đến trận đấu ngày 23 tháng 6 năm 2021
| Năm       | Giải đấu | Giải đấu | Giao hữu | Giao hữu | Tổng cộng | Tổng cộng |
| Năm       | Trận     | Bàn      | Trận     | Bàn      | Trận      | Bàn       |
| --------- | -------- | -------- | -------- | -------- | --------- | --------- |
| 2006      | 1        | 0        | 1        | 0        | 1         | 0         |
| 2007      | 2        | 0        | 1        | 0        | 3         | 0         |
| 2008      | 0        | 0        | 3        | 0        | 3         | 0         |
| 2009      | 8        | 0        | 1        | 0        | 9         | 0         |
| 2010      | 2        | 0        | 0        | 0        | 2         | 0         |
| 2011      | 6        | 3        | 5        | 1        | 11        | 4         |
| 2012      | 6        | 1        | 3        | 0        | 9         | 1         |
| 2013      | 8        | 2        | 3        | 1        | 11        | 3         |
| 2014      | 1        | 2        | 2        | 0        | 3         | 2         |
| 2015      | 6        | 2        | 1        | 0        | 7         | 2         |
| 2016      | 2        | 0        | 4        | 2        | 6         | 2         |
| 2017      | 5        | 4        | 0        | 0        | 5         | 4         |
| 2018      | 1        | 1        | 5        | 0        | 6         | 1         |
| 2019      | 12       | 2        | 0        | 0        | 12        | 2         |
| 2020      | 0        | 0        | 1        | 0        | 1         | 0         |
| 2021      | 1        | 0        | 2        | 0        | 3         | 0         |
| Tổng cộng | 61       | 17       | 32       | 4        | 93        | 21        |

| Giải đấu                   | Trận | Bàn thắng |
| -------------------------- | ---- | --------- |
| Vòng loại Asian Cup        | 18   | 8         |
| Vòng loại World Cup        | 28   | 8         |
| Trận đấu giao hữu          | 32   | 4         |
| AFC Asian Cup              | 3    | 1         |
| FIFA Arab Cup              | 1    | 0         |
| Giải vô địch bóng đá Tây Á | 6    | 0         |
| Các giải đấu khác          | 5    | 0         |
| Tổng cộng                  | 93   | 21        |

| Liên đoàn | Đội | Trận | Bàn thắng |
| --------- | --- | ---- | --------- |
| AFC       | 29  | 89   | 20        |
| CAF       | 3   | 3    | 1         |
| UEFA      | 1   | 1    | 0         |
| CONCACAF  | 0   | 0    | 0         |
| CONMEBOL  | 0   | 0    | 0         |
| OFC       | 0   | 0    | 0         |
| Tổng cộng | 33  | 93   | 21        |

| Đối thử           | Trận | Bàn thắng |
| ----------------- | ---- | --------- |
| Thái Lan          | 3    | 3         |
| CHDCND Triều Tiên | 5    | 3         |
| Hồng Kông         | 2    | 2         |
| Syria             | 6    | 2         |
| Kuwait            | 10   | 2         |
| Afghanistan       | 1    | 1         |
| Guinea Xích Đạo   | 1    | 1         |
| Bangladesh        | 2    | 1         |
| Lào               | 2    | 1         |
| Malaysia          | 2    | 1         |
| Myanmar           | 2    | 1         |
| Sri Lanka         | 2    | 1         |
| UAE               | 4    | 1         |
| Hàn Quốc          | 6    | 1         |
| Djibouti          | 1    | 0         |
| Ấn Độ             | 1    | 0         |
| Kyrgyzstan        | 1    | 0         |
| Macedonia         | 1    | 0         |
| Namibia           | 1    | 0         |
| Palestine         | 1    | 0         |
| Turkmenistan      | 1    | 0         |
| Úc                | 2    | 0         |
| Iraq              | 2    | 0         |
| Oman              | 2    | 0         |
| Việt Nam          | 2    | 0         |
| Yemen             | 2    | 0         |
| Bahrain           | 3    | 0         |
| Trung Quốc        | 3    | 0         |
| Ả Rập Xê Út       | 3    | 0         |
| Uzbekistan        | 3    | 0         |
| Iran              | 4    | 0         |
| Qatar             | 5    | 0         |
| Jordan            | 7    | 0         |
| Tổng cộng         | 93   | 21        |